# Correfoc

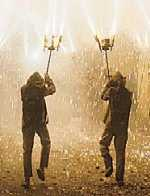
'Duivels' in een correfoc'

Een correfoc is een Catalaanse folkloristische uiting die letterlijk "vuurloop" betekent. Het is een van de meest opmerkelijke evenementen in de Catalaanse cultuur. De correfoc vindt vooral plaats tijdens dorpsfeesten, waar colles de diables, groepen verkleed als duivels, met vuurwerk langs toeschouwers rennen of dansen op het ritme van slagwerk. De correfoc onderscheidt zich van een cercavila, waar het publiek zonder probleem tussen de duivels staat. 
De traditie vond haar oorsprong waarschijnlijk in de Middeleeuwen. Het is echter pas sinds de 20e eeuw dat de correfoc zich op deze manier uit. Gedurende de jaren 80 en 90 werden de correfocs steeds populairder en hebben ze zich over het hele Catalaanstalige grondgebied verspreid, zowel in Spanje als in Frankrijk. Het evenement is tegenwoordig een waar spektakel geworden, te vergelijken met grote theatervoorstellingen.